# Nicolau dos Reis Lobato
Nicolaus dos Reis Lobato (Aitara, 24 maggio 1946 – Mindelo, 31 dicembre 1978) è stato un rivoluzionario e politico est-timorese.

## Biografia

### Nascita e studi
Figlio di Narciso Manuel Lobato e della di lui consorte Felismina Alves Lobato, entrambi nativi di Timor Est. Il padre morì nel 1976. La madre venne uccisa nel luglio del 1979 sui monti Maubere. Nicolaus dos Reis aveva dodici tra fratelli e sorelle.
Nicolaus dos Reis visse fino all'età di tredici anni a Soibada, ove frequentò le scuole elementari presso il Colégio Nuno Alvares Pereira e dove conobbe e fece amicizia con Alberto Ricardo da Silva, che diventerà poi vescovo di Dili. Proseguì quindi gli studi, ancora avendo compagno Alberto Ricardo da Silva, nel seminario di Nostra Signora di Fatima a Dili. Dopo essere stato per tre anni portavoce dei compagni di studio, decise di abbandonare la carriera ecclesiastica e lasciò il seminario. Non potendo recarsi a studiare a Coimbra come avrebbe desiderato a causa della morte del padre, che lo costrinse ad occuparsi dei fratelli, proseguì gli studi presso il liceo di Dili, Francisco Machado.

### Il servizio militare
Nel 1966 iniziò il servizio militare nell'esercito portoghese, frequentando la scuola per sottufficiali, nella quale si classificò al primo posto, seguito dal futuro Presidente del partito est-timorense UDT, João Viegas Carrascalão, e dal futuro cognato Moisés da Costa Sarmento, del quale sposerà poi la sorella Maria Cesaltina Francisca.
Nicolau Lobato proseguì il servizio militare a Bazartete, quindi entrò nella 15ª Compagnia Cacciatori a Caicoli. Qui fece conoscenza con il sergente Timane, da Nampula in Mozambico, che gli parlò del movimento di liberazione mozambicano. Nel 1968 il suo servizio di leva nell'esercito portoghese ebbe termine.

### Il ritorno a Timor Est
Subito dopo s'impiegò nella missione agricola della Timor portoghese. Qui venne in contatto con un simpatizzante del Partito Africano per l'Indipendenza della Guinea e di Capo Verde (PAIGC) di nome Marcelino, originario di Capo Verde. Iniziò così a leggere libri sulla guerra di liberazione nelle colonie portoghesi. Più tardi passò per avanzamento all'Autorità delle Finanze, ove si occupò degli stipendi degl'impiegati dell'amministrazione delle colonie.

### L'attività rivoluzionaria
Nel 1974 fu uno dei cofondatori del FRETILIN (Frente Revolucionária do Timor-Leste Independente, cioè "Fronte rivoluzionario di Timor Est indipendente"), del quale in settembre dello stesso anno divenne Vicepresidente. Per poter dedicare più tempo al nuovo movimento politico, si dimise dal suo impiego. Nel 1975 Lobato ebbe un ruolo determinante nella vittoria del FRETILIN alle elezioni, contro il partito avversario dell'UDT (União Democrática Timorense, cioè Unione Democratica di Timor).
L'11 agosto dovette fuggire, con altri membri del movimento, da Dili ed due giorni dopo giunse ad Aissirimou, nel distretto di Aileu, di dove lanciò un appello alla resistenza armata contro l'occupazione portoghese. Gli ufficiali portoghesi della guarnigione di Aileu, di sottomettersi al FALINTIL, l'organizzazione militare che costituiva il braccio armato del FRETILIN.
Da quel momento Lobato assunse sia la guida politica che quella militare della resistenza del movimento indipendentista. Parallelamente egli cercò di trovare una soluzione politica al conflitto, mentre il Portogallo aveva ancora il controllo sulle sue colonie, ma i tentativi fallirono. Il 28 novembre 1975 il FRETILIN proclamò l'indipendenza dal Portogallo della Repubblica Democratica di Timor Est, della quale fu nominato Presidente Francisco Xavier do Amaral e Primo Ministro lo stesso Lobato.
Il 7 dicembre dello stesso anno però, le truppe Indonesiane entrarono in Timor Est e Lobato si diede alla clandestinità iniziando la resistenza con azioni di guerriglia. Nel maggio 1976 il congresso del FRETILIN, tenutosi in Soibada, nominò ufficialmente Lobato comandante in capo militare. Dal settembre 1977 al 31 dicembre 1978 Lobato fu Presidente del FRETILIN e nominalmente anche della neonata Repubblica Democratica di Timor Est. Amaral venne espulso dal FRETILIN a causa delle divergenze sul come condurre la lotta contro l'invasione indonesiana. Fino al dicembre del 1978 le basi del movimento di resistenza vennero quasi totalmente distrutte dall'esercito indonesiano e quasi l'80% dei combattenti aderenti al FRETILIN morirono in combattimento. 

### La morte
Durante un'operazione militare indonesiana di accerchiamento dei ribelli, Lobato venne colpito ad una gamba da un proiettile, e subito dopo, il 31 dicembre 1978, costretto nella valle di Mindelo, presso Turiscai dagl'indonesiani. Qui per non cadere nelle loro mani, si uccise; le sue ultime parole furono: «La mia vittoria sarà la mia ultima pallottola.»
La salma di Lobato fu per lungo tempo data per scomparsa. Essa venne infine trasportata come trofeo di guerra dal maggiore indonesiano Dading Kalbuadi, comandante delle truppe indonesiane a Timor Est, a Dili.
Solo a Natale del 2003 alcuni muratori trovarono dei resti mortali, privi della testa, nel cortile della sua casa, che ora era abitata da Marí Alkatiri, e che la famiglia Lobato sostenne si trattasse dei resti di Nicolau dos Reis. Il capo sarebbe infatti stato inviato allora a Giacarta, su consiglio del presidente Suharto, come prova della sua morte. Nel marzo del 2004 la famiglia di Lobato ne inviò alcune ossa a Darwin in Australia, per accertarne l'identità, ma esse vennero dimenticate per cinque anni nel Centro Forense della polizia del Territorio del Nord.
Solo alla fine del 2009 furono annunciate nuove ricerche. Prima, in agosto, il governo di Timor Est aveva nuovamente sollecitato l'Indonesia alla restituzione delle spoglie mortali di Lobato e di altri combattenti per la liberazione di Timor Est.

## Memoria
Nicolau dos Reis Lobato è considerato dagli est-timoresi di qualsiasi partito un eroe nazionale. A lui è stato intitolato l'Aeroporto Internazionale di Dili. Così anche il Centro addestramento militare presso Metinaro, ove ha sede il 2º battaglione delle Forze Armate esttimorensi.

## Vita privata
Nel 1972 Nicolau Lobato aveva sposato Isabel Barreto, dalla quale ebbe un figlio José Maria Barreto Lobato. Nel corso dell'invasione indonesiana del 1975, il 7 dicembre, Isabel venne giustiziata nell'arsenale di Dili. Il figlio venne adottato dallo zio e dalla zia e prese il loro cognome: Goncalves.